# ファブリッツィオ・ラバネッリ
ファブリッツィオ・ラバネッリ (Fabrizio Ravanelli、1968年12月11日 - ) は、イタリア・ペルージャ出身の元サッカー選手。ポジションはフォワード。

## クラブ経歴
1986-87シーズン、18歳の時に当時セリエC2のペルージャでトップチームデビューを果たし、そのシーズンのリーグ戦26試合で5得点を記録した。翌1987-88シーズンには32試合で23得点を挙げた。1988-89シーズン、チームはセリエBに昇格、ラバネッリはこのシーズン13ゴールを記録した。この時のチームメートには、アンジェロ・ディ・リービオが居て、多くのアシストを供給されていた。1989-90シーズンにアヴェッリーノに移籍したが、7試合に出場してノーゴールに終わり、10月にカゼルターナにレンタル移籍、27試合で2得点を決めた。1990-91シーズン、一度はアヴェッリーノに複帰したが、すぐにレッジアナへと移籍、そのシーズン16ゴールを挙げ、チームはセリエA昇格へあと一歩まで迫った。1991-92シーズン、ゴール数こそ8と減少したが、そのプレーはユヴェントスからの関心を引いた。
1992-93シーズン、子供の頃からファンであったユヴェントスFCに移籍。1992年9月6日のカリアリ戦に途中交代で出場、セリエAデビューを果たしたが、この頃は控え選手扱いであったものの、3月7日のナポリ戦で初めて先発起用された。このシーズンの公式戦33試合で9得点を挙げた。翌1993-94シーズン、ピエルルイジ・カシラギが移籍したことで、出場時間を増やし、公式戦38試合で12得点を記録した。
1994-95シーズン、リーグ戦では、チームトップのジャンルカ・ヴィアリの19得点に次ぐ15得点を挙げてスクデット獲得に貢献、コッパ・イタリアでもパルマとの決勝第2戦で1ゴールを挙げるなど、トータル6ゴールを挙げて大会得点王を獲得して優勝を果たした。このシーズンはチーム内で最多となる年間30得点を挙げた。また、9月27日にUEFAカップで対戦した、CSKAソフィア戦では1人で5ゴールを決めた。1995年のバロンドールでは12位にランクインした。1995-96シーズン、年間18ゴールを挙げてチーム得点王となった。UEFAチャンピオンズリーグ決勝のアヤックス戦では先制点を奪う活躍で優勝を果たした。ユヴェントスでは160試合で69得点を挙げたが、チームは売却して放出することを決めた。
1996年に英国史上3番目に高額な移籍金でミドルズブラに移籍、開幕のリヴァプール戦でハットトリックを決めた。チームはこのシーズンのFAカップ、フットボールリーグカップで決勝まで進出した。個人としてはリーグ戦で16ゴールを挙げた。しかし、チームが2部に降格したためチームを去った。この時、トッテナムからのオファーを受けたが、マルセイユでのプレーを選んだ。マルセイユでの2シーズン半で84試合に出場し、31得点を記録、1999年にはUEFAカップ決勝に進出したが、パルマに敗れて準優勝に終わった。
1999年12月にラツィオへ移籍。ここでは控え選手としてプレーし、2シーズンで42試合に出場し、10得点を挙げるに留まったが、セリエA、コッパ・イタリア優勝を果たした。そして、ダービー・カウンティ（プレミアシップ）に移籍、34試合で11得点を挙げたが、2部降格を防ぐことは出来なかった。ダンディー（スコティッシュ・プレミアリーグ）で短期間プレーした後、2004年、もう一度、故郷にして古巣であるペルージャでプレーするという、亡き父との約束を果たすため、ペルージャに加入するも、チームのセリエA残留は果たせなかった。翌シーズンもチームに留まり、シーズン終了後に36歳で現役を引退した。

## 代表経歴
1995年3月25日のユーロ予選、エストニア戦で初ゴールを決める代表デビューを果たし、同予選では7試合で4得点を決め、本大会出場に貢献した。1996年のユーロ本大会では2試合に出場した。
1998年のワールドカップ直前に行われた6月2日、スウェーデン戦でも先発起用されていたがものの、気管支肺炎を患い、大会への参加を辞退した。代表での通算成績は、22試合8得点。

## 人物
- ジャンルカ・ヴィアリは自身のアイドルであり、まだユヴェントスでチームメートになる以前にヴィアリが代表チームの試合でペルージャのレナート・クーリスタジアムに来た時、自身のアイドルであることを告げると、ヴィアリからはスパイクをプレゼントされた[7]。ヴィアリは自身にとっての兄の様な存在で、チームメートとして多くのことを学んだという[7]。また洋服の着こなしなど、様々な面でヴィアリを真似ていたという[7]。

- 独特のプレースタイルと特徴的な若白髪から「銀狐 (Silver Fox) 」と呼ばれた[12]。髪の毛は遺伝により8歳の頃から白くなった[1]。

- 得点後には、ユニフォームを被り、両手を広げるゴールパフォーマンスで知られていて、これは1993年3月7日のナポリ戦で先発してゴールを決めた時から行っていたものである[1]。

- ポール・ポグバの幼少期のアイドルであった[13]。

## 代表出場記録
- 1996年 : UEFA EURO '96 2試合(グループリーグ敗退)

|              |       |      |      |
| 代表         | 年    | 出場 | 得点 |
| イタリア代表 | 1995  | 6    | 4    |
| イタリア代表 | 1996  | 8    | 4    |
| イタリア代表 | 1997  | 5    | 0    |
| イタリア代表 | 1998  | 3    | 0    |
| イタリア代表 | 1999  | 0    | 0    |
| Total        | Total | 22   | 8    |

## タイトル

### ユヴェントス
- セリエA : 1994-95
- コッパ・イタリア : 1994-95
- スーペルコパイタリアーナ : 1995
- UEFAカップ: 1992-93
- UEFAチャンピオンズリーグ : 1995-96

### ラツィオ
- セリエA  :1999-00
- コッパ・イタリア : 1999-00
- スーペルコパイタリアーナ : 2000

### 個人
- セリエC2得点王 : 1987-88 (23ゴール)
- コッパ・イタリア得点王 : 1994-95 (6ゴール)